# Unravel (musique)
Pour l’article homonyme, voir Unravel.
Singles de Toru Kitajima
Signal
(2016)
Unravel est une musique de l'artiste japonais Toru Kitajima, abrégé en TK, sortie le 23 juillet 2014 par Sony Music Associated Records. C'est un single qui fait partie du son second album studio, Fantastic Magic.
La musique est connue pour être l'opening de la saison 1 de l'anime du manga Tokyo Ghoul .

## Versions
Mary's Blood a enregistré une version métal de la chanson pour la version 2020 de l'album Re>Animator.
Le groupe Asterism a enregistré en 2022 une version du titre avec le chanteur Pellek .
L'artiste Ado a également interprété une version de la chanson dans son album de compilation Ado's Utattemita Album .

## Artistes
Le titre Unravel est interprété par Toru Kitajima abrégé en TK. Bobo est le batteur, Hinatch est à la basse et Mamiko est le pianiste.
TK est le réalisateur artistique et s'occupe également l'arrangement ainsi que l'ingénierie du son. Il est assisté par Fumiaki Unehara.
Ted Jensen et Mitsuyasu Abe s'occupent quant à eux du mastering.
| 2014                                                  | Position |
| ----------------------------------------------------- | -------- |
| Classement hebdomadaire des singles du Japon (Oricon) | 9        |
| Classement Japon Hot 100 (Billboard)                  | 6        |

## Récompenses et nominations
| Année | Prix                    | Catégorie      | Résultat |
| ----- | ----------------------- | -------------- | -------- |
| 2015  | Prix de l'anime Newtype | Meilleur thème | 9        |